# 中国注册会计师
中国注册会计师（Certified Public Accountant）是中国境内依法取得注册会计师证书并接受委托从事审计和会计咨询、会计服务业务的执业人员，由中国注册会计师协会及各省市注册会计师协会开展行业管理和服务，国务院财政部门和各省、自治区、直辖市人民政府财政部门进行监督、指导。
截至2019年，中国国内具有注册会计师资质的人员超过26万人，全行业从业人员近40万人，服务于包括3000余家上市公司在内的420万家以上企事业单位。

## 发展历程
改革开放以后，会计、审计、税务咨询等专业服务行业伴随着对外开放进入中国。1980年，经国务院批准，财政部印发《关于成立会计顾问处的暂行规定》，恢复重建注册会计师制度。1986年7月，国务院首次发布注册会计师行业的相关制度文件《注册会计师条例》，明确了注册会计师的法律地位和业务范围。1987年，财政部制定《注册会计师考试、考核办法》，按“考核为主，考试为辅”的机制认定注册会计师。1988年11月起，作为注册会计师的注册及相关管理工作的组织，中国注册会计师协会及各省注册会计师协会相继成立。1991年，中国注册会计师协会先后发布《注册会计师全国第一次考试、考核办法》、《注册会计师考试命题原则》和《注册会计师全国第一次统一考试工作规则》，标志着注册会计师全国统一考试制度的正式建立。1991年12月7-8日，中注协举办了首届注册会计师全国统一考试，共有2.3万余人报考，472人取得全科合格成绩。
1993年10月31日，《中华人民共和国注册会计师法》在第八届全国人民代表大会常务委员会第四次会议上通过，自1994年1月1日起施行。注册会计师行业成为最早拥有专门立法的专业服务业。
1994年注册会计师考试向港澳台居民及外国籍公民开放。1999年起先后在香港、布鲁塞尔、澳门设立考场。
2007年初财政部注册会计师考试委员会启动注册会计师考试制度改革工作。2009年《注册会计师考试制度改革方案》推行，将注册会计师考试划分为专业、综合两个阶段，形成“6+1”的考试科目体系，2012年启动计算机化考试改革由纸笔考试改为電腦化考试，2016年起全面取消纸笔考试。
2024年6月起中国注册会计师考试迎來一大變革将向外籍人员开放，与境内考生实行统一考試，外籍人员在境外的会计从业经历，也可以计入从事会计工作年限。會計相關學歷要求方面循傳統中國教育部學歷認證程序先將外國學歷進行認證後方可報名，因此僅有被承認的外國學校有效，多數世界知名學校或公辦學校都可通過，詳情以教育部資料庫為準，工作經歷方面由企業開具證明，外國公司亦可。

## 资格获取
参加注册会计师全国统一考试成绩合格，并从事审计业务工作二年以上的，可以向省、自治区、直辖市注册会计师协会申请注册，获得中国注册会计师执业会员资格。

### 报名条件
符合下列条件的中国公民，可以申请参加注册会计师全国统一考试：
- 具有完全民事行为能力；
- 具有高等专科以上学校毕业学历、或者具有会计或者相关专业中级以上技术职称。

### 考试时间
2013年以前，考试一般安排在每年9月中旬的周末举行。2012年起，因计算机化考试改革，专业阶段考试改至10月中旬举行，2014年起，综合阶段考试提早至8月下旬举行。2020年，专业阶段、综合阶段考试调整为同一月（10月）举行。2021年，受新冠疫情影响，考试提早至8月下旬举行至今。

### 考试科目
1995年以前，注册会计师全国统一考试科目分为会计、审计、财务管理和经济法四科。1995年，经济法分拆为经济法、税法两科，科目由四科调整为五科。2009年，考试调整为专业阶段和综合阶段两个阶段，第一阶段设会计、审计、财务成本管理、公司战略与风险管理、经济法、税法六个科目，单科成绩五年内有效，第二阶段设职业能力综合测试科目。应试者在通过第一阶段（专业阶段）的全部考试科目后，才能参加第二阶段（综合阶段）的考试。连续5年内取得第一阶段6个科目合格成绩，可发放专业阶段合格证。取得第二阶段考试合格成绩，可发放全科合格证。考试采用百分制，满60分则为及格。
中国注册会计师考试报名人数在2017年首次突破百万大关（115.91万），2019年达到巅峰（173.15万），之后一直保持在一百多万的水平。根据中国注册会计师协会每年发布的《注册会计师全国统一考试分析报告》，近年专业阶段六个科目通过率在10%-30%之间，其中又以会计难度最大，综合阶段通过率则在八成左右。

## 业务范围
按照《注册会计师法》规定，注册会计师承办审计业务，可以承办会计咨询、会计服务业务。注册会计师依法执行审计业务出具的报告，具有证明效力。

### 审计业务
1. 审查企业会计报表，出具审计报告；
2. 验证企业资本，出具验资报告；
3. 办理企业合并、分立、清算事宜中的审计业务，出具有关的报告；
4. 法律、行政法规规定的其他审计业务。

### 非审计鉴证业务
1. 财务报表的审阅；
2. 预测性财务信息审核；
3. 内部控制审核等。

### 税务服务
1. 税务代理；
2. 税收筹划。

## 相关链接
- 中国注册会计师协会网站（页面存档备份，存于）